# Тананайко Оксана Юріївна
Окса́на Ю́ріївна Танана́йко (Наджа́фова) (20 травня 1966, Київ) — український науковець, доктор хімічних наук, доцент кафедри аналітичної хімії Київського національного університету імені Тараса Шевченка.
Член Українського хімічного товариства (з 1992), Американського хімічного товариства (1999—2000), секретар наукової Ради з аналітичної хімії при відділенні хімії НАН України.

## Біографія
Народилася 20 травня 1966 року в місті Київ в сім'ї доктора хімічних наук Мирослави Михайлівни Тананайко.
У 1989 році закінчила з відзнакою кафедру «Хімія та аналіз рідкісних елементів» Київського державного університету імені Тараса Шевченка. Захистила кандидатську дисертацію в січні 1993 року на тему «Концентрування та визначення мікрокількостей алюмінію та кобальту у питній та природній водах з використанням високомолекулярних четвертинних амонійних солей» під керівництвом Леоніда Ісаковича Савранського. В 2021 році захистила дисертацію на здобуття наукового ступеня доктор хімічних наук за спеціальністю 02.00.02 - аналітична хімія. Тема дисертації: "Модифіковані аналітичними реагентами гібридні плівкові покриття SiO2-поліелектроліт для оптичних і вольтамперометричних сенсорів"  (Науковий консультант Запорожець Ольга Антонівна)

## Педагогічна діяльність
В період 1992—1997 років працювала на посаді асистента, з 1997 року — доцент кафедри аналітичної хімії Київського національного університету імені Тараса Шевченка. Викладає наступні спецкурси: «Основи аналітичної хімії», «Біоаналітична хімія», «Нанохімія», «Хімія навколишнього середовища», «Застосування біохімічних методів в аналізі об'єктів довкілля», а також проводить лабораторні заняття.

## Наукові дослідження
Наукова група Оксани Юріївни Тананайко займається створенням та дослідженням композитних матеріалів на основі діоксиду силіцію, отриманих за золь-гель технологією, та їх подальшим застосуванням як хімічних сенсорів. Два основних напрями включають в себе створення чутливих елементів оптичних сенсорів (на основі тонких прозорих плівок) та електрохімічних біосенсорів (на основі електродів, модифікованих біомолекулами).
Автор понад 40 публікацій, під її керівництвом захищено 3 кандидатські дисертації та понад 50 бакалаврських і магістерських робіт.

## Гранти та стипендії
- Грант Університету Анрі Пуанкаре, Нансі, Франція (2006)
- Грант для проведення досліджень, Університет Коннектикуту, Сторрс, Сполучені Штати Америки (2003)
- Стипендія від Junior Faculty Development Program (JFDP), American Councils for International Education ACTR/ACCELS (1999)
- Стипендія для молодих науковців в галузі природничих наук, Комітет наукового та технічного розвитку України (1997)

## Участь у міжнародних проектах та об'єднаннях
- (2010—2013) Проект ім. Марії Кюрі, 7-ма рамкова угода FP7-PEOPLE-2009-IRSES № 247603 «Sol-Gel Materials Synthesis And Characterization For Optical Sensing»[6]. Фінансування: Європейський союз
- (2005—2009) Об'єднання European Research Networks — GDRE / International Research Networks — GDRI — «Франко-українське об'єднання у сфері молекулярної хімії»[7]. Фінансування: Centre national de la recherche scientifique (CNRS) — Державний центр наукових досліджень, Франція

## Останні публікації
1. A carbositall electrode modified with a SiO2-hemoglobin-gold film as a promising biosensing element[недоступне посилання з листопадаа 2019]. Rozhanchuk T.S., Tananaiko O.Y., Mazurenko E.A., Egorov O.A., Journal of Analytical Chemistry (Russian), Volume 67, Issue 2, 2012, Pages 156—162.
2. Controlled electrochemically-assisted deposition of sol-gel biocomposite on electrospun platinum nanofibers. I. Mazurenko, M. Etienne, R. Ostermann, B.M. Smarsly, O. Tananaiko, V. Zaitsev, A. Walcarius., Langmuir, Volume 27, Issue 11, 2011, Pages 7140-7147.
3. Physicochemical characteristics of hybrid films based on mesostructured silica modified with a cyanine dye[недоступне посилання з листопадаа 2019]. Motorina, A.; Tanaiko, O.; Mazieres, M.; Tel'biz, G., Russian Journal of Applied Chemistry, Volume 83, Number 5, 2010 , Pages 795—800(6).
4. Electroanalytical properties of haemoglobin in silica-nanocomposite films electrogenerated on pyrolitic graphite electrode. T. Rozhanchuk, O. Tananaiko, I. Mazurenko, M. Etienne, A. Walcarius, V. Zaitsev, Journal of Electroanalytical Chemistry, Volume 625, Issue 1, 2009, Pages 33–39.
5. Вольтамперометрическое определение Mo (VI) с помощью модифицированного углеситаллового електрода. О. Ю. Наджафова, Т. С. Рожанчук, В. Н. Зайцев, В. В. Шевченко, Український Хімічний Журнал. — 2008. — 74, N 1-2. — С. 59-64.
6. Direct electrochemistry of hemoglobin and glucose oxidase in electrodeposited sol–gel silica thin films on glassy carbon. Oksana Nadzhafova, Matieu Etienne, Alain Walcarius, Electrochemistry Communications, Volume 9, Issue 5, 2007, Pages 1189—1195.
7. Silica Gel Modified With Lumogallion for Aluminum Determination by Spectroscopic Methods. Nadzhafova O.Yu., Zaporozhets O.A., Rachinska I.V., Fedorenko L.L., Yusupov N., Talanta, (67) P. 767—772 , 2005.
8. Heme proteins sequestered in silica sol- gels using surfactants feature direct electron transfer and peroxides activity. Nadzhafova O.Yu., Zaitsev V.N., Drozdova M.V., Vaze A., Rusling J.F., Electrochemistry Communications, (6), 2004, Pages 205—209.